# Hirtella pendula
Hirtella pendula là một loài thực vật có hoa trong họ Cám. Loài này được Sol. ex Lam. mô tả khoa học đầu tiên năm 1789.